# 马克·泰勒
马克·泰勒（英語：Mark Taylor，1966年12月1日—）英国混音师。他曾获得过1次奥斯卡最佳音响效果奖，并收获2次提名。
泰勒在2001年和2002年分别因大国民传奇和兄弟连而获得黄金时段艾美奖。

## 部分影视作品
泰勒曾赢得1次奥斯卡最佳音响效果奖，并获得2次提名。
获奖：
- 1917（2019）[2]

提名：
- 菲利普船长（2013）[3]
- 火星救援（2015）[4]